# Người lăng xê
Người lăng xê (từ tiếng Pháp là lancer) hay người PR (từ tiếng Anh là promoter) làm việc trong ngành công nghiệp giải trí, bao gồm cả âm nhạc, thể thao và thậm chí là thời trang. Họ có thể là một cá nhân hay tổ chức chuyên tiếp thị và quảng bá các sự kiện trực tiếp, xem đến đâu trả đến đấy hoặc tương tự, ví dụ như: các buổi hòa nhạc, trình diễn nhạc sống, các sự kiện thể thao, lễ hội, tiệc quẩy và các màn biểu diễn tại hộp đêm.